# Никиас, Хризостомос
Хризо́стомос Лои́зос Ники́ас (греч. Χρυσόστομος Λοΐζος Νικίας, англ. Chrysostomos Loizos Nikias; род. 30 сентября 1952, Коми-Кепир, Фамагуста), более известный как Х. Л. Макс Ники́ас (англ. C. L. Max Nikias, произносится как Си Эл Макс Ники́ас) — американский учёный и университетский администратор, профессор электротехники и антиковедения, 11-й президент Южно-Калифорнийского университета. Преподаёт курс культуры афинской демократии студентам бакалавриата. Признан на международном уровне за свои пионерские исследования в области цифровой обработки сигналов, цифровых медиасистем и биомедицины. Способствовал проведению самой масштабной в истории высшего образования кампании по сбору финансовых средств (2011). Является техническим консультантом министерства обороны США. Лауреат Почётной медали острова Эллис (2016).
В мае 2018 года 200 профессоров Южно-Калифорнийского университета потребовали отставки Никиаса, причиной чему послужило то, каким образом его администрация занималась расследованием обвинений в сексуальных домогательствах со стороны гинеколога студенческого медицинского центра Джорджа Тиндаля. Хотя попечители университета продолжали поддерживать Никиаса, о его отставке с поста президента было объявлено 25 мая, который он покинул 7 августа. Одновременно с уходом со своего поста Никиас был объявлен президентом-эмеритом и пожизненным попечителем университета.

## Биография

### Ранние годы, семья и образование
Родился 30 сентября 1952 года в деревне Коми-Кепир (Аммохостос, Кипр) в семье греков Лоизоса и Георгулы Никиасов. Когда мальчику исполнилось десять лет, семья переехала в Аммохостос, где он и вырос. Это был период, когда город переживал туристическое развитие, в связи с чем отец Хризостомоса, плотник по профессии, решил построить там гостиницу. Имеет сестру, которая старше его на три года.
С отличием окончил Гимназию № 1 в Аммохостосе с уклоном на науку, историю и классическую античность.
В течение двух лет служил в Национальной гвардии Кипра, после чего стал одним из сорока киприотов, отобранных и отправленных в Ираклион (Крит, Греция) для 6-месячного бучения в Школе офицеров запаса сухопутных войск (Σ.Ε.Α.Π.).
В 1977 году окончил Афинский национальный технический университет со степенью бакалавра в области электротехники и машиностроения. В студенческие годы проявлял академический интерес к афинской драме и демократии. Здесь познакомился со своей будущей супругой Ники, которая также родом из Аммохостоса.
Будучи студентом второго курса, летом 1974 года решил отправиться домой в Аммохостос, однако в связи с турецким военным вторжением на Кипр вынужден был остаться в Афинах. Его супруга Ники за день до этого отправилась на остров и находилась в Аммохостосе, который в итоге покинула вместе с остальными жителями, опасаясь его бомбардировки со стороны Турции. Таким образом, население ушло из города, отправившись на британскую военную базу, а затем в Лемесос.
В Рождество 1974 года Хризостомос впервые попал на Кипр. Так как аэропорт в Ларнаке к тому моменту ещё не был сооружён, ему пришлось добираться до острова морским путём. По словам Хризостомоса, именно тогда он впервые серьёзно задумался о продолжении послевузовского образования.
Окончил Университет штата Нью-Йорк в Буффало со степенями магистра (1980) и доктора философии (1982) в области электротехники.

### Карьера
В 1982—1991 годах работал в Коннектикутском университете (1982—1985, ассистент-профессор инженерии) и Северо-Восточном университете (1985—1991).
В 1988 году получил гражданство США, а в 1991 году переехал в Лос-Анджелес (Калифорния).
С 1991 года работает в Южно-Калифорнийском университете, последовательно занимая должности профессора электротехники, директора национальных исследовательских центров, декана Школы инженерии имени Витерби, провоста/начальника учебной части и президента.
В 2001—2005 годах — декан Школы инженерии имени Витерби (до 2004 года — Школа инженерии). В этот период Никиас укрепил её позиции как высококлассного инженерного факультета, руководил расширением инициативы Школы в области биомедицинской инженерии и преобразовал её программу дистанционного обучения в одну из самых крупномасштабных в стране того периода. Кроме того, он установил ключевые партнёрские отношения с рядом корпораций, среди которых «Pratt & Whitney», «Airbus», «Boeing», «Chevron» и «Northrop Grumman», а также возглавлял кампанию по привлечению финансовых средств, которая принесла более 250 млн долларов, в том числе пожертвования на сумму 52 млн долларов от супругов Эндрю и Эрны Витерби. Никиас является единственным в истории Южно-Калифорнийского университета сотрудником, кому удалось собрать более 250 млн долларов за четыре года в качестве декана.
В 2005—2010 годах — провост и начальник учебной части Южно-Калифорнийского университета. На этом посту сыграл важную роль в перемещении в Южно-Калифорнийский университет созданного Стивеном Спилбергом «Фонда Шоа» и обширного видеоархива из 52 000 свидетельств переживших Холокост людей. Основал Институт старения имени Эдварда Р. Ройбала, Центр инноваций Стивенса, Американо-китайский институт (U.S.-China Institute) и Институт гуманитарных наук и этики Левана. Запустил программу «Visions and Voices», представляющую собой кампусную инициативу в области искусств и гуманитарных наук, а также программу грантов для создания стипендий в области гуманитарных и общественных наук.
11 марта 2010 года единогласным решением совета попечителей был избран президентом Южно-Калифорнийского университета. В должности с 3 августа.
В 2011 году Никиас объявил о кампании по сбору средств на сумму 6 млрд долларов, которая на момент её запуска была крупнейшей в истории высшего образования.
Является директором-учредителем двух национальных исследовательских центров при Южно-Калифорнийском университете: Центра интегрированных медиасистем (IMSC), финансируемого Национальным научным фондом, и Центра исследований прикладной обработки сигналов, финансируемого министерством обороны США, которое активно использует ряд инноваций и патентов Никиаса в области гидролокации, радиолокации и передачи информации.

## Научно-исследовательская работа
В течение 20-летней карьеры в качестве активного учёного Никиас получил признание за свои исследования в области цифровой обработки сигналов, обмена данными, цифровых медиасистем и биомедицины. Среди некоторых других научных интересов — радиолокационные и гидролокационные технологии. Является автором более 275 статей в научных журналах и документов конференций, трёх учебников и восьми патентов. Три его научные публикации получили престижные награды.

## Членство в организациях
- член Национальной инженерной академии США[31][32];
- фелло Американской академии искусств и наук[33];
- фелло Национальной академии изобретателей[34];
- член-корреспондент Афинской академия наук (2015);
- фелло Института инженеров электротехники и электроники (IEEE);
- фелло Американской ассоциации содействия развитию науки[21];
- член консультативного совета научно-исследовательского центра «KIOS» (Кипрский университет)[35];
- член совета директоров Калифорнийского совета по науке и технике[англ.] (2006—2008)[36];
- член почётного общества[англ.] «Фи Каппа Фи» (ΦΚΦ)[36];
- и др.

## Награды и почести
- 2005 — Награда «Αριστεία» в области литературы, искусств и наук (Кипр)[37];
- 2008 — Медаль Саймона Рамо от IEEE[англ.][38];
- Награда «Выдающийся выпускник» и Мемориальная премия Клиффорда К. Фернаса от Университета штата Нью-Йорк в Буффало[39];
- Награда за службу имени Томаса Килгора от Южно-Калифорнийского университета;
- Благодарность за передовые исследования от губернатора Калифорнии[36];
- почётный доктор Афинского национального технического университета[40], Кипрского университета[41], Университета Крита, Университета Пирея и др.[42][43];
- член Ордена святого апостола Андрея, носит оффикий (титул) архонта Вселенского Патриархата Константинополя[44];
- 2014 — Премия Джека Вебба от Музея полиции Лос-Анджелеса[45];
- 2015 — Премия за академическое руководство от Корпорации Карнеги в Нью-Йорке[46];
- 2015 — Награда за общественную службу[англ.] от Международного научного центра имени Вудро Вильсона[47];
- 2016 — Премия «Дух сострадания» от Международного чрезвычайного детского фонда ООН (UNICEF)[48];
- 2016 — Почётная медаль острова Эллис[22][49][50];
- и др.

## Личная жизнь
В браке с супругой Ники (женаты с 1977 года) имеет дочерей Георгианну и Марию. Проживают в Сан-Марино.
В 2003 году всей семьёй посетил родную деревню Коми-Кепир и город Аммохостос, который с 1974 года продолжает оставаться под турецкой военной оккупацией.

## Публикации
- Nikias, Chrysostomos L and Min Shao. Signal processing with alpha-stable distributions and applications. New York: Wiley, c1995. xiii, 168 p. : ill. ; 25 cm. ISBN 0-471-10647-X.
- Nikias, Chrysostomos L. and Athina P. Petropulu. Higher-order spectra analysis : a nonlinear signal processing framework. Englewood Cliffs, N.J. : PTR Prentice Hall, c1993. xxii, 537 p. : ill. ; 25 cm. ISBN 0-13-678210-8.